# James Hamilton, II duca di Abercorn
Lord James Hamilton, II duca di Abercorn (Brighton, 24 agosto 1838 – Londra, 3 gennaio 1913), è stato un politico britannico.

## Biografia
Era il figlio di James Hamilton, I duca di Abercorn, e di sua moglie Lady Louisa Jane Russell.
Studiò, come suo padre, a Harrow School e a Christ Church di Oxford. Dopo la laurea in lettere, entrò in Parlamento nel partito conservatore.

## Carriera
Nel 1865 ricevette l'onorificenza dell'Ordine del Bagno e intraprese una missione diplomatica in Danimarca.
Ha servito come Lord of the Bedchamber del Principe di Galles (1866-1885).
Nel 1886 succedette a suo padre come Gran maestro della Gran Loggia d'Irlanda.
Nel 1887 è stato nominato membro del Consiglio della Corona d'Irlanda e Cavaliere della Giarrettiera.

## Matrimonio
Nel 1869 sposò Lady Maria Anna Curzon-Howe (1848-1929), figlia di Richard Curzon-Howe, I conte di Howe (1796-1870) e Anne Gore (1832-1877, figlia dell'ammiraglio Sir John Gore. Ebbero nove figli:
- James Hamilton, III duca di Abercorn (1869-1953);
- Claud Penn Alexander Hamilton (18 ottobre 1871);
- Charlie Hamilton (10 aprile 1874);
- Lady Alexandra Phyllis Hamilton (1876-1918);
- Claud Francis Hamilton (25 ottobre 1878 - 25 dicembre 1878);
- Lady Gladys Mary Hamilton (1880-1917), sposò Frances Forward-Howard, VII conte di Wicklow (1877-1946), ebbero un figlio;
- Lord Arthur John Hamilton (1883-1914);
- bambino senza nome (31 ottobre 1886);
- Claud Nigel Hamilton (1889-1975), sposò Viola Rubino Ashton, non ebbero figli.

## Ascendenza
|                                        |                                            |                                         | Genitori                                       |  |  | Nonni |  |  | Bisnonni                                 |  |  | Trisnonni         |  |
|                                        |                                            |                                         |                                                |  |  |       |  |  | 8. John Hamilton, I marchese di Abercorn |  |  | 16. John Hamilton |  |
|                                        |                                            |                                         |                                                |  |  |       |  |  | 8. John Hamilton, I marchese di Abercorn |  |  | 16. John Hamilton |  |
|                                        |                                            | 17. Harriet Craggs                      |                                                |  |  |       |  |  | 8. John Hamilton, I marchese di Abercorn |  |  |                   |  |
| 4. James Hamilton, visconte Hamilton   |                                            |                                         |                                                |  |  |       |  |  | 8. John Hamilton, I marchese di Abercorn |  |  |                   |  |
|                                        |                                            | 9. Catherine Copley                     | 18. Joseph Copley, I baronetto                 |  |  |       |  |  |                                          |  |  |                   |  |
|                                        |                                            | 9. Catherine Copley                     | 18. Joseph Copley, I baronetto                 |  |  |       |  |  |                                          |  |  |                   |  |
|                                        |                                            | 9. Catherine Copley                     | 19. Mary Buller                                |  |  |       |  |  |                                          |  |  |                   |  |
| 2. James Hamilton, I duca di Abercorn  |                                            | 9. Catherine Copley                     |                                                |  |  |       |  |  |                                          |  |  |                   |  |
|                                        |                                            | 10. John Douglas                        | 20. James Douglas, XIV conte di Morton         |  |  |       |  |  |                                          |  |  |                   |  |
|                                        |                                            | 10. John Douglas                        | 20. James Douglas, XIV conte di Morton         |  |  |       |  |  |                                          |  |  |                   |  |
|                                        |                                            | 10. John Douglas                        | 21. Bridget Heathcote                          |  |  |       |  |  |                                          |  |  |                   |  |
| 5. Harriet Douglas                     |                                            | 10. John Douglas                        |                                                |  |  |       |  |  |                                          |  |  |                   |  |
|                                        |                                            | 11. Frances Lascelles                   | 22. Edward Lascelles, I conte di Harewood      |  |  |       |  |  |                                          |  |  |                   |  |
|                                        |                                            | 11. Frances Lascelles                   | 22. Edward Lascelles, I conte di Harewood      |  |  |       |  |  |                                          |  |  |                   |  |
|                                        |                                            | 11. Frances Lascelles                   | 23. Anne Chaloner                              |  |  |       |  |  |                                          |  |  |                   |  |
| 1. James Hamilton, II duca di Abercorn |                                            | 11. Frances Lascelles                   |                                                |  |  |       |  |  |                                          |  |  |                   |  |
|                                        | 12. Francis Russell, marchese di Tavistock | 24. John Russell, IV duca di Bedford    |                                                |  |  |       |  |  |                                          |  |  |                   |  |
|                                        | 12. Francis Russell, marchese di Tavistock | 24. John Russell, IV duca di Bedford    |                                                |  |  |       |  |  |                                          |  |  |                   |  |
|                                        | 12. Francis Russell, marchese di Tavistock | 25. Gertrude Leveson-Gower              |                                                |  |  |       |  |  |                                          |  |  |                   |  |
| 6. John Russell, VI duca di Bedford    | 12. Francis Russell, marchese di Tavistock |                                         |                                                |  |  |       |  |  |                                          |  |  |                   |  |
|                                        |                                            | 13. Elizabeth van Keppel                | 26. Willem van Keppel, II conte di Albemarle   |  |  |       |  |  |                                          |  |  |                   |  |
|                                        |                                            | 13. Elizabeth van Keppel                | 26. Willem van Keppel, II conte di Albemarle   |  |  |       |  |  |                                          |  |  |                   |  |
|                                        |                                            | 13. Elizabeth van Keppel                | 27. Anne Lennox                                |  |  |       |  |  |                                          |  |  |                   |  |
| 3. Louisa Jane Russell                 |                                            | 13. Elizabeth van Keppel                |                                                |  |  |       |  |  |                                          |  |  |                   |  |
|                                        |                                            | 14. Alexander Gordon, IV duca di Gordon | 28. Cosmo Gordon, III duca di Gordon           |  |  |       |  |  |                                          |  |  |                   |  |
|                                        |                                            | 14. Alexander Gordon, IV duca di Gordon | 28. Cosmo Gordon, III duca di Gordon           |  |  |       |  |  |                                          |  |  |                   |  |
|                                        |                                            | 14. Alexander Gordon, IV duca di Gordon | 29. Catherine Gordon                           |  |  |       |  |  |                                          |  |  |                   |  |
| 7. Georgiana Gordon                    |                                            | 14. Alexander Gordon, IV duca di Gordon |                                                |  |  |       |  |  |                                          |  |  |                   |  |
|                                        |                                            | 15. Jane Maxwell                        | 30. William Maxwell, III baronetto di Monreith |  |  |       |  |  |                                          |  |  |                   |  |
|                                        |                                            | 15. Jane Maxwell                        | 30. William Maxwell, III baronetto di Monreith |  |  |       |  |  |                                          |  |  |                   |  |
|                                        |                                            | 15. Jane Maxwell                        | 31. Magdalena Blair                            |  |  |       |  |  |                                          |  |  |                   |  |
|                                        |                                            | 15. Jane Maxwell                        |                                                |  |  |       |  |  |                                          |  |  |                   |  |

## Morte
Morì nel 1913 a Londra, per polmonite.

## Onorificenze
- Wikimedia Commons contiene immagini o altri file su James Hamilton, II duca di Abercorn

| Controllo di autorità | VIAF (EN) 40118969 · ISNI (EN) 0000 0000 1388 5937 · ULAN (EN) 500437576 · GND (DE) 116003170 |